# Leadbelly
Leadbelly, nascut Huddie William Ledbetter (Mooringsport, Louisiana, 1888 – Nova York, 1949), fou un músic i compositor estatunidenc de blues i folk. Va ser notable per les seves clares i poderosos interpretacions, pel virtuosisme amb què tocava la guitarra de 12 cordes i per haver compost un reguitzell de cançons que han esdevingut clàssiques.

## Biografia

### Infantesa i joventut
Leadbelly, fill de Wesley i Sally Ledbetter, va néixer a una plantació propera a Mooringsport (població de Louisiana situada a la parròquia de Caddo Parish, situat a l'extrem nord-oest d'aquest estat, limítrofe amb l'estat d'Arkansas al nord i amb l'estat de Texas a l'oest) el 21 de gener de 1885 però als cinc anys es va traslladar a Leigh (Texas). Allà el seu oncle li va regalar el seu primer instrument, un acordió, alhora que li va ensenyar a tocar la guitarra i l'harmònica.
Des de molt jove començà a guanyar-se la vida com a guitarrista ambulant, tot i que ocasionalment va treballar de jornaler. També pràcticament des del primer moment en què va iniciar la seva vida artística, es va veure immers en constants conflictes, bàsicament de caràcter passional (als vint anys ja havia concebut almenys dos fills i ell mateix va declarar que en la seva joventut se n'havia arribat a anar al llit amb vuit o deu dones per nit) així que alhora que guanyava reputació com a músic, es va començar a convertir en un conegut criminal en el sud dels Estats Units fins al punt que va passar gran part de la seva vida adulta a la presó.

### Els anys de presó fins a la seva descoberta pels Lomax
El seu tarannà fatxendós unit a la seva inclinació per la brega, no van tardar a proporcionar-li topades amb la justícia. Se sap que va estar una temporada en una presó de Texas condemnat per una agressió, però va escapar-se'n el 1916. Dos anys més tard (1918) tornava a estar reclòs en una penitenciaria, també a Texas, complint condemna de 20 anys per assassinat. No obstant això, set anys més tard (1925) va quedar en llibertat. La llegenda dirà que ho aconsegueix cantant per al governador Pat Neff, que visitava la presó i al qual va impressionar amb una cançó en la qual suplicava perdó. La realitat sembla que el seu alliberament va ser degut a la seva bona conducta.
Llavors va tornar a Lousiana, però cap al 1930 tornava a estar a la presó, aquesta vegada acusat d'intent d'assassinat. Però tot va canviar quan el 1933 van visitar la presó els folkloristes John i Alan Lomax amb la intenció d'enregistrar música folk negra per a la Library Of The Congress. Els Lomax queden seduïts pel talent de Leadbelly i, amb un equip d'enregistrament portàtil, a la mateixa presó li enregistren centenars de peces. Entre elles, un altre tema suplicant perdó que els Lomax van fer escoltar al governador de Lousiana, O. K. Allen (val a dir que a l'altra cara de la placa on es va enregistrar, Leabelly va decidir enregistrar-hi el seu conegut Goodnight, Irene) i, segons sembla, aquesta vegada sí que a causa d'aquesta petició de gràcia tan peculiar, Leadbelly va aconseguir la llibertat.

### Els seus darrers 15 anys de vida
En sortir de la presó (a principìs de 1934), Leadbelly acabava de complir 49 anys. John Lomax el va llogar com a xofer i ajudant seu i així van visitar altres presons a la recerca de cançons folk i donant concerts en els campus de les universitats. De fet, sembla que Leadbelly va ser el primer negre a donar un concert per a blancs. No obstant això, trencaria amb Lomax uns anys més endavant degut al fet que els enregistraments que havien realitzat no van tenir la repercussió que s'esperava (es calcula que va enregistrar més de dues-centes peces fins a l'any 1942) però també, segons sembla, al fort caràcter d'ambdós.
El desembre de 1934 Leadbelly fixa la seva residència a Nova York d'on ja no se'n mouria amb excepció d'un període d'uns 3 anys en què se'n va anar a viure a Califòrnia. L'any següent es va casar amb Martha Promise i va començar a enregistrar temes per a segells com RCA Victor o Capitol Records. Això, juntament amb actuacions radiofòniques cada vegada més freqüents, li va donar fama (però no fortuna) i va entrar a formar part de les formacions The Almanac Singers i People's Songs, agrupacions de cantants folk (entre els quals Woody Guthrie, Sony Terry, Pete Seeger, Brownie McGhee i Josh White) que donaven suport amb les seves cançons i recitals les reivindicacions obreres, donant continuïtat a la tradició de Joe Hill i altres trobadors anarcosindicalistes.
El 1939 va tornar a ingressar a la presó acusat d'assalt i en surt el 1940. El 1944 es va traslladar a Califòrnia on es va estar fins al 1947.
El 1949, va fer una gira per França essent el primer artista del seu estil que va donar un concert a Europa. Abans d'acabar la gira, però, es va posar malalt i se li va diagnosticar esclerosi lateral amiotròfica (malaltia de Lou Gehrig). Després de suspendre la gira, va tornar als EUA i va morir a Nova York el 6 de desembre d'aquell mateix any als 64 anys. Va ser enterrat al cementiri de l'església baptista de Shiloh, a la parròquia de Caddo Parish, 8 milles a l'oest de Blanchard, Louisiana.
El 1976 veu la llum una pel·lícula realitzada per Gordon Parks i protagonitzada per Roger E. Mosley que porta per títol Leadbelly i que narra la seva vida fins a la seva sortida de la presó a principis de 1934.

## Obra
Segons sembla, dominava diversos instruments: piano, violí, acordió, guitarra i harmònica, però normalment els seus enregistraments es basen en la seva veu, una guitarra de dotze cordes i la seva línia de walkin' bass sobre l'harmonia. Tenia tan controlada aquesta fórmula que va compondre innombrables cançons de la mateixa manera tot i que molt originals, per això és considerat un dels pilars del blues-folk nord-americà.
A moltíssima gent li sonen cançons com Midnight Special, possiblement la seva composició més coneguda, composta a la presó i en la qual amenaça a tot aquell que l'intenti privar de veure el tren de mitjanit que il·lumina la seva cel·la i que ha estat versionada, entre molts altres, per la Creedence Clearwater Revival, Paul McCartney i Van Morrison, Cotton Fields (versionada per la Creedence Clearwater Revival i Harry Belafonte) Gallis Pole (tradicional gravada per Leadbelly i versionada/plagiada per Led Zeppelin amb el títol de The Gallows Pole), How Long (versionada per, entre d'altres, Eric Clapton), Goodnight, Irene (versionada per Jerry Lee Lewis, Van Morrison i Little Richard entre altres) House of the Rising Sun (versinada, entre d'altres, per Bob Dylan, Nina Simone i The Animals) o Where did you sleep last night? (versionada per Nirvana en el seu acústic), però gairebé ningú coneix al seu compositor o, en el cas de les cançons tradicionals, el seu primer gran difusor.
En definitiva, la seva obra, a cavall entre el blues i el folk, malgrat assolir alguns èxits, pot dir-se que mentre Leadbelly va viure va passar força desapercebuda pel gran públic, Tot i això, en la segona meitat del segle xx, paral·lelament amb la difusió del blues, ha anat exercint una influència cada vegada més intensa i persistent. Valgui com a mostra d'això aquestes dues anècdotes no per puntuals menys significatives.
Primera: l'última cançó que varen enregistrar junts John Lennon i Paul McCartney va ser Take this hammer.
Segona: el programa especial que la BBC va emetre la nit de Cap d'Any de 2000 per a donar la benvinguda al nou segle es va tancar amb una interpretació irrepetible (hi van participar, entre d'altres, Van Morrison, Lonnie Donegan, Brian Ferry, Ron Wood i Chrissie Hynde) del Midnight Special.